# Bamchérafa
Bamchérafa (ou Ban Charafa, Mbam Charafa) est une localité du Cameroun située dans le département du Logone-et-Chari et la Région de l'Extrême-Nord, au sud du lac Tchad, à la frontière avec le Tchad. Elle fait partie de la commune de Logone-Birni et du canton de Kalakafra. 

## Population
Lors du recensement de 2005, on y a dénombré 49 personnes.